# Sonia Ruseler
Sonia Ruseler Smith (n. 1963, Buenos Aires, Argentina), es una periodista argentina, contratada por CNN International, desde 1993 hasta 2001. Posee la doble ciudadanía argentina y neerlandesa, actualmente es vicepresidente senior de The McGinn Group, una consultora de comunicaciones estratégicas, con sede en Washington D. C..
Es amante de la fotografía, y copropietaria de una colección fotográfica de obras de Cartier Bresson, Doisneau, Coppola, Salgado, Adams y otros maestros, habiendo realizado el jueves 17 de marzo de 2011, a las 19, en el Centro Cultural Borges (enlace roto disponible en Internet Archive; véase el historial, la primera versión y la última)., en Buenos Aires, la destacada exposición de fotografía “Blanco & Negro, Grandes Maestros del Siglo XX, Colección Smith”.  